# 고마쓰정 (야마가타현)
고마쓰정(小松町)은 야마가타현 히가시오키타마군에 있던 정이다. 현재의 가와니시정의 중심부에 해당한다.

## 역사
- 1889년 4월 1일 - 정촌제 시행에 의해 가미코마쓰촌, 나카코마쓰촌의 구역을 가지고 고마쓰촌이 성립하였다.
- 1890년 12월 20일 - 정으로 승격해 고마쓰정이 되었다.
- 1955년 1월 1일 - 다마니와촌, 히가시오키타마군 오쓰카촌, 이누카와촌, 고마쓰정, 주군촌과 합병해 가와니시정이 성립, 동일 고마쓰정은 폐지되었다.

## 교통

### 철도
- 일본국유철도
  - 요네자와선

### 도로
- 나가이 가도 (현 국도 제287호선)

## 참고문헌
- 角川日本地名大辞典 6 山形県